# Teatro en Uruguay
La historia del teatro en Uruguay se inicia en la época colonial de lo que hoy es el territorio uruguayo, llega hasta nuestros días y constituye parte de su historia cultural.

## El circo criollo
Tiene su origen a mediados del siglo XVII con circos que iban de pueblo en pueblo levantando sus carpas y en picaderos donde compañías europeas representaban obras de teatro tradicionales. En el siglo XVIII la modalidad de circo criollo, que combinaba actos circenses con escenas teatrales de costumbrismo criollo, sainetes, presentaciones musicales y danza, surgió como primera manifestación teatral de carácter local y su tradición continuó hasta entrado el siglo XX, principalmente en Argentina con los hermanos Podestá.

## La Casa de Comedias

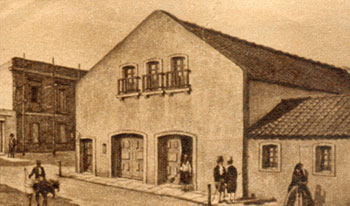
Casa de Comedias de Montevideo (c. 1838) Dibujo de Juan Manuel Besnes e Irigoyen.

La Casa de Comedias, inaugurada en 1793, fue la primera sala teatral de Montevideo. Allí se representaron escenas de clásicos españoles y obras del repertorio universal, de Shakespeare, Lope de Vega y Calderón de la Barca, entre muchos otros. Destacadas actrices de la época fueron Trinidad Guevara y Petronila Serrano, así como el actor español Juan Quijano.
Las primeras obras nacionales estrenadas en la Casa de Comedias fueron La lealtad más acendrada y Buenos Aires vengada de Juan Francisco Martínez en 1808 y Sentimientos de un patriota de Bartolomé Hidalgo en 1816, quien entonces estaba al frente de la institución.

## Grandes teatros

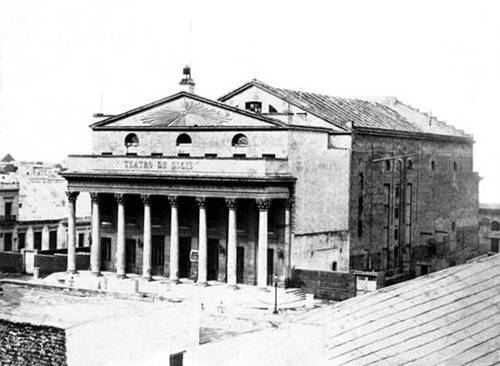
Teatro Solís, Montevideo, c. 1890.

En 1840 se creó una sociedad con 156 accionistas para construir un teatro de ópera en Montevideo y comenzaron las tareas de elección de terreno, así como los primeros proyectos para su construcción, aunque aquellos años de guerra de independencia y contiendas civiles retrasaron las tareas. Apenas acabada la Guerra Grande se concretó la construcción del Teatro Solís mediante el aporte de toda la sociedad montevideana. La inauguración oficial fue el 25 de agosto de 1856, en presencia del presidente Gabriel Antonio Pereira, con la representación de la ópera Ernani de Giuseppe Verdi.
En 1857, inauguró el Teatro Progreso en la ciudad de Mercedes, destruido en un incendio en 1938 y actual Teatro 28 de febrero.
En 1882 se inauguró el Teatro Larrañaga en la ciudad de Salto con la presentación de Hija única por la compañía italiana de Oreste Cartocci.
En 1876 el Teatro Progreso en Villa Paysandú (actual Teatro Florencio Sánchez de Paysandú) subía el telón por primera vez con la representación de La morte civile de Paolo Giacometti.
En 1892, en Villa Independencia se inauguró el teatro local (actual Teatro Miguel Young de Fray Bentos), que recibiría el nombre de “Teatro Oxilia” en honor al tenor uruguayo José Oxilia, que triunfaba en Milán.
En 1905 se realizó la primera presentación en el Teatro Urquiza, con Sarah Bernhardt interpretando La Sorciére de Victorien Sardou.
En 1910 inauguró el Teatro 25 de Mayo, en Rocha y en 1912 el Teatro Macció en San José de Mayo, donde ya funcionaba el Teatro Valbona desde 1873.
La presentación de numerosas compañías líricas internacionales que se realizaron en estos escenarios, con figuras como Enrico Caruso, Tito Schipa, Titta Ruffo, Amelita Galli-Curci, Adelina Patti y Luisa Tetrazzini, generó a su vez la circulación interna de repertorios e intérpretes nacionales.

## Dramaturgia nacional
A comienzos del siglo XX aparece la dramaturgia nacional, con autores como Florencio Sánchez y Ernesto Herrera, quienes crearon personajes del mundo rural y urbano local. Difundidos mayormente por Carlos Brussa y su elenco, quienes recorrían los teatros del interior del país representando sus obras, así como autores españoles, argentinos y universales.

## Comedia Nacional
Con el impulso de Justino Zavala Muniz, en 1947 se forma la Comedia Nacional, dependiente de la Intendencia de Montevideo, con el primer elenco estable dedicado a la difusión de autores nacionales. Su primera representación fue El león ciego de Ernesto Herrera. En 1949 Margarita Xirgu debutó como directora del elenco oficial con La Celestina de Fernando de Rojas con China Zorrilla.
En 1952, con la presentación de Bodas de Sangre de Federico García Lorca debutó en la Comedia Nacional Estela Medina, compartiendo escenario con Margarita Xirgu, Maruja Santullo y China Zorrilla. El mayor éxito de la Comedia Nacional, con más de 80.000 espectadores,  fue con la puesta en escena de Procesado 1040 de Juan Carlos Patrón, estrenada en 1957 bajo la dirección de Alberto Candeau.

## Teatro independiente
En 1937 aparece el primer grupo de teatro independiente, el Teatro del Pueblo, seguido por El Tinglado en 1947 y luego aparecieron El Galpón en 1949, Teatro Circular, Club de Teatro, entre otros. En una búsqueda estética y social que lo diferenciara del elenco oficial, en 1947 se crea la Federación Uruguaya de Teatros Independientes.

## Exilio y censura
El apogeo del teatro independiente, sufrió una crisis durante el período de la Dictadura cívico-militar en Uruguay (1973-1985), el elenco de El Galpón fue exiliado y La Máscara y El Tinglado sometidos a censura y vigilancia.
Autores nacionales como Juan Carlos Legido, Carlos Maggi, Jorge Bruno, Andrés Castillo y Armengo Font, entre otros, continuaron teniendo presencia en los escenarios de la Comedia Nacional y del teatro independiente.
Desde el Teatro Circular se contribuía a la denuncia  con  obras de crítica social hábilmente  camufladas, como la adaptación de Los fusiles de la señora Carrar de Bertolt Brecht bajo el título Los  fusiles de la patria vieja y más abiertamente con Operación Masacre del argentino Rodolfo Walsh, desaparecido en Buenos Aires en 1977.
En la década de 1970 destacaban las actuaciones de Estela Castro y Estela Medina en la Comedia Nacional. En 1979 se estrena en El Circular Las gaviotas no beben petróleo de Carlos Manuel Varela y El mono y su sombra de Yharo Sosa. En 1980 la sala de la Alianza Francesa estrenó El huésped vacío de Ricardo Prieto, con actuaciones de Enrique Guarnero y Luis Cerminara.
En 1979 Hugo Blandamuro presenta varios títulos de comedia de humor, con actores como Ricardo Espalter, Eduardo D’Ángelo y Cristina Morán.
En 1981 se estrena en el Teatro Circular El herrero y la muerte de Mercedes Rein y Jorge Curi, éxito de crítica y público, que permaneciera en cartel hasta 1986. En 1982 se estrena Doña Ramona de Víctor Manuel Leites en el Teatro Circular, donde las relaciones de poder entre los miembros de una familia se convierten en metáfora de la realidad uruguaya durante la represión.

## Retorno a la democracia
A partir de 1985 en la atmósfera de libertad política del retorno a la democracia destaca la reapertura del Teatro El Galpón con la presentación de Artigas General del pueblo de Milton Schinca y Rubén Yáñez, con la dirección de Atahualpa del Cioppo y César Campodónico. Así como la reaparición de Mauricio Rosencof luego de años de reclusión, con El saco de Antonio en el Teatro del Notariado, el estreno de Salsipuedes de Alberto Restuccia en Teatro Uno y la novedosa puesta en escena de Álvaro Ahunchaín con su obra Cómo vestir a un adolescente. Se estrenaron Estimada señorita Consuela y, en 1986 Delmira Agustini o la dama de Knosos de Eduardo Sarlós en el Teatro del Notariado.
Por su parte, la Comedia Nacional marcó preferencia por el teatro universal, poniendo en escena obras como Mefisto de Ariane Mnouchkine, La vida es sueño de Pedro Calderón de la Barca y Los gigantes de la montaña de Pirandello en versión de Antonio Larreta.
En 1988 fue estrenada en el Teatro del Anglo ¿Quién le teme a Italia Fausta?, pieza de café concert de los brasileños Miguel Magno y Ricardo de Almeida, con la actuación de Petru Valenski con tal éxito de público que dio pie a la creación de la Compañía Teatral Italia Fausta a cargo de Omar Varela. La obra permaneció en cartel más de 10 años y fue vista por más de 250.000 espectadores en 6 países. Ese mismo año se estrenó en El Circular ¡Ah, machos!, con texto de Roberto Fontanarrosa, dirigida por Franklin Rodríguez (actor).
Otras figuras destacadas son Marcelino Duffau, Walter Reyno, Jorge Denevi, Raquel Diana, Imilce Viñas, Roberto Jones, Nidia Telles, Graciela Rodríguez, Diego Delgrossi, entre muchos otros. 

## Época actual
En la década de 1990, Ricardo Prieto incursiona en la creación de personajes montevideanos, auténticamente populares. Se estrena Garúa en el Teatro de la Candela en 1992, Amantes en el Teatro del Centro en 1994 y La buena vida en La Gaviota en 1998.
También en 1990 Tabaré Rivero estrena en el Teatro Circular, la opereta La Ópera de la Mala Leche, escrita, musicalizada y dirigida por él mismo, en la cual presenta una inédita visión sobre el mundo joven y underground montevideano. Dos años más tarde estrena en el mismo teatro, otra obra (de su futura larga serie de operetas) titulada ¿Qué-te-comics-te?.
A partir de 1995 aparecen en escena nuevos dramaturgos y directores uruguayos como Raquel Diana, Sandra Massera, Mariana Percovich, Carlos Rehermann, Roberto Suárez, Margarita Musto, Lupe Barone, Sergio Blanco, Sebastián Bednarik y Verónica Perrota, entre muchos otros.
A principios de la década de 2020 Ivan Worstain escribe Indecentes desarrollando un universo de personajes en el que se vincula a la dramaturgia uruguaya con la narrativa.
Actualmente Uruguay cuenta con más de 70 salas teatrales, más de 30 en Montevideo, además de numerosos espacios no tradicionales, donde se presentan obras de autores nacionales, así como adaptaciones de teatro universal, de gran variedad de géneros. A lo que se suman las temporadas de ópera del Teatro Solís y la presentación de compañías internacionales.